# Księżyce Marsa
Księżyce Marsa – dwa naturalne satelity, czwartej według oddalenia od Słońca planety Układu Słonecznego. Są to obiekty skalne o nieregularnych kształtach, zryte kraterami – pozostałościami po bombardowaniu ich przez większe lub mniejsze meteoryty.
Jak się obecnie przypuszcza, mogą to być przechwycone przez siły grawitacyjne Marsa planetoidy z pasa planetoid pomiędzy Marsem a Jowiszem, chociaż istnieją również inne teorie dotyczące ich pochodzenia, takie jak formacja z materii wyrzuconej po kolizji Marsa z innym obiektem.

## Odkrycie
Obydwa księżyce zostały odkryte w 1877 roku przez amerykańskiego astronoma Asapha Halla w Obserwatorium Marynarki Wojennej Stanów Zjednoczonych w Waszyngtonie. Deimos został odkryty 12 sierpnia, a Fobos 18 sierpnia tego samego roku.

## Charakterystyka fizyczna
Księżyce Marsa są stosunkowo małe i mają nieregularne kształty. Fobos jest większy z obu księżyców i zbliża się do Marsa z każdym rokiem, co prowadzi do przewidywań, że w przyszłości ulegnie zniszczeniu w wyniku sił pływowych. Deimos, mniejszy z księżyców, oddala się od Marsa, ale w znacznie wolniejszym tempie.

## Podstawowe dane dotyczące naturalnych satelitów Marsa

Orbity księżyców Marsa

| Nazwa  | Nazwa  | Nazwa  | Zdjęcie | Średnica [km]       | Masa [kg]  | Półoś wielka [km] | Okres obiegu [dni]        | Mimośród orbity | Nachylenie orbity (do równika Marsa) | Data odkrycia    |
| ------ | ------ | ------ | ------- | ------------------- | ---------- | ----------------- | ------------------------- | --------------- | ------------------------------------ | ---------------- |
| Deimos | Deimos | Deimos |         | 12,6 (15,0×12×10,4) | 2,244×1015 | 23460             | 1,262 (30 h 17 min)       | 0,0002          | 1,793°                               | 12 sierpnia 1877 |
| Fobos  | Fobos  | Fobos  |         | 22,2 (26,8×21×18,4) | 1,07×1016  | 9377,2            | 0,31891023 (7 h 38,2 min) | 0,0151          | 1,075°                               | 18 sierpnia 1877 |

## Przyszłe misje
Planowane są przyszłe misje badawcze mające na celu dokładniejsze zbadanie księżyców Marsa, w tym próby pobrania próbek z ich powierzchni. Jedną z takich misji jest Mars Moon Exploration (MMX), planowana przez Japońską Agencję Eksploracji Aerokosmicznej (JAXA), której celem jest przywiezienie próbek z Fobosa do Ziemi.